# Eriogonum hemipterum
Eriogonum hemipterum là một loài thực vật có hoa trong họ Rau răm. Loài này được (Torr. & A.Gray) S.Stokes mô tả khoa học đầu tiên năm 1936.